# Queullín
Queullín es una isla chilena ubicada en la comuna de Calbuco, Región de Los Lagos. Es parte del archipiélago de Calbuco y hace de frontera entre el seno de Reloncaví y el golfo de Ancud. Posee una superficie de 7,4 km² y una población, al 2017, de 157 habitantes.

## Descripción
Queullín se encuentra al sureste de isla Puluqui, con la cual forma el paso Perhue (o Queullín), la principal conexión entre el seno de Reloncaví y el golfo de Ancud. Tiene a corta distancia, hacia el sureste, a isla Nao y punta Tentelhué, pertenecientes a la comuna de Hualaihué. con las cuales separa al seno de Reloncaví del golfo de Ancud. Es la isla más alejada del archipiélago —y la más próxima al litoral de la provincia de Palena— situándose aproximadamente a 20 km al sureste de la ciudad de Calbuco.
A diferencia de otras islas del archipiélago, Queullín recién comenzó a poblarse permanentemente a contar de las primeras décadas del siglo XIX. El explorador español José de Moraleda la visitó en marzo de 1795 y la llamó «Cullín». Su descripción fue la siguiente:

El terreno de la isla es bastante apropósito para cultivo; ha estado habitada algunos años por cuatro o cinco familias del vecindario de Calbuco, que hace 10 u 11 años que se retiraron a las islas occidentales de dicho partido, i en el dia tiene algun ganado vacuno i caballar, perteneciente a don José Antonio Vargas, vecino de la de Puluqui. El bosque que la cubre es claro, compuesto de robles, arrayanes i muerrnos, tal cual avellano, pelú i luma, muchas cañas bravas i variedad de arbustos. Las playas producen algun marisco de choros, tacas i verdigones, bastante pescado, pero no puede hacerse uso de la red para cojerlo, por la naturaleza de dichas playas.
José de Moraleda

El censo de 1865 —para cuando la isla ya era parte del departamento de Carelmapu de la provincia de Llanquihue—, cifró el número de habitantes en 124. Durante el siglo XX llegó a tener una población sobre las 300 personas; también perteneció —entre 1928 y 1979— a la comuna de Puerto Montt.
Según el censo de 2017, Queullín tiene 157 habitantes, lo que la hace la isla con menor densidad de población de todo el archipiélago de Calbuco.

## Economía y servicios
La economía de la isla está basada fundamentalmente en la pesca artesanal y agricultura de subsistencia, y en menor medida en recolección de algas y buceo. Tiene además una estación médica rural, una escuela y una capilla católica. También existen algunos servicios de alojamiento, y en las playas del lado suroeste sobreviven corrales de pesca. También existe un faro en punta Huín, en el extremo occidental de Queullín.
Desde 2017 sus habitantes cuentan con agua potable, pero al 2019 era la única isla del archipiélago sin suministro eléctrico permanente. El Gobierno Regional anunció en noviembre de 2019 la ejecución de un proyecto de electrificación a base de energía eólica y diésel para suministrar con electricidad las 24 horas del día.

## Conectividad
Existe un servicio subsidiado de lancha de pasajeros Queullín-Calbuco, el cual realiza cuatro viajes a la semana: lunes, jueves, viernes y domingos, con salidas a las 7.30 h (10 h domingo) desde caleta Martín hacia Calbuco, y regresos el mismo día a las 15 h (14 h domingo).

## Galería

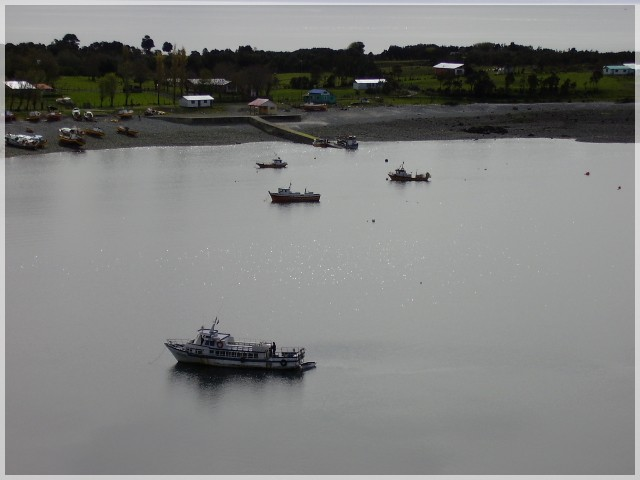
Caleta Martín
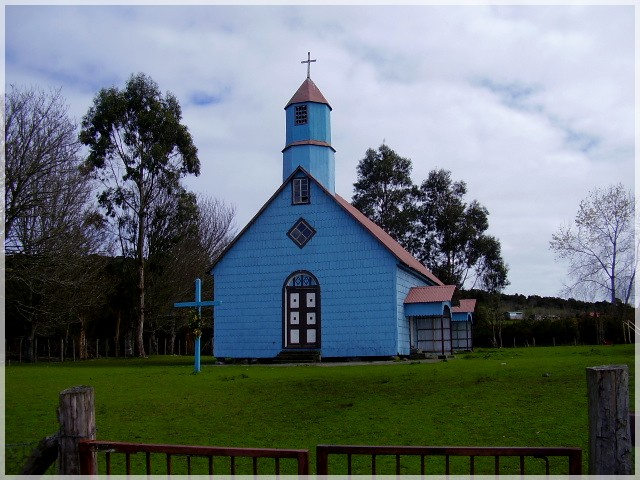
Capilla Los Reyes Magos
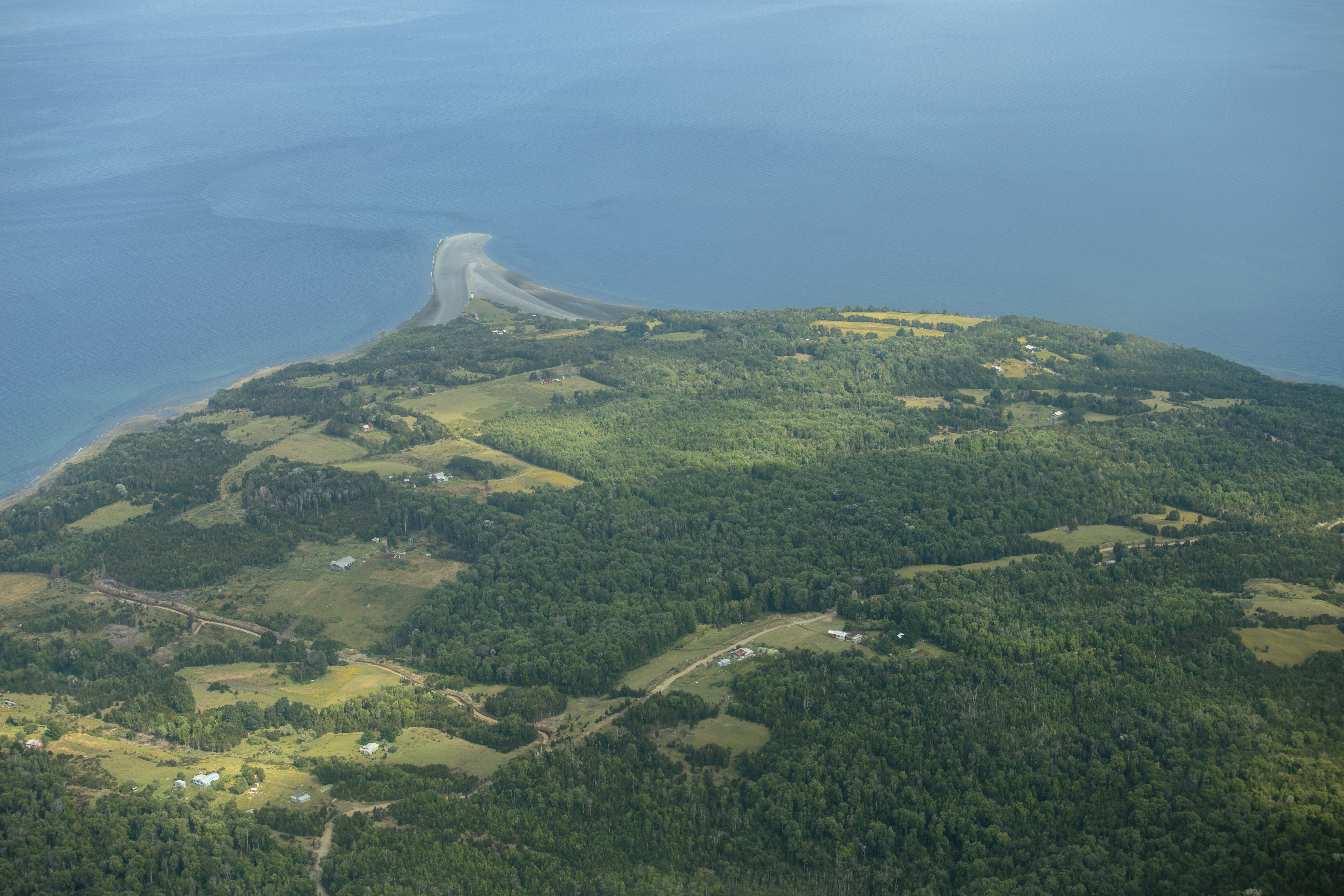
Sector occidental de la isla.